# Eleanor Arnason
Eleanor Atwood Arnason (New York, 28 dicembre 1942) è una scrittrice statunitense di romanzi e racconti di fantascienza.

## Biografia
Eleanor Atwood Arnason è nata a New York il 28 dicembre 1942.
Dal 1949 al 1961 ha vissuto con la famiglia all'interno dell’Idea House #2, un edificio futuristico nei pressi del Walker Art Center all'epoca diretto dal padre.
Dopo aver ottenuto un B.A. in Storia dell'Arte allo Swarthmore College, ha proseguito gli studi all'Università del Minnesota prima di abbandonare il mondo accademico a favore di un'esperienza più diretta della vita.
A partire dall'esordio nel 1972 con un racconto apparso nella rivista di fantascienza New Worlds, ha pubblicato numerosi romanzi e racconti insigniti di prestigiosi riconoscimenti quali il Premio James Tiptree Jr. nel 1991 per Sigma Draconis ex aequo con White Queen di Gwyneth Jones.

## Opere principali

### Romanzi
- The Sword Smith (1978)
- To the Resurrection Station (1986)
- Daughter of the Bear King (1987)

### Ciclo Iron People
- In the Light of Sigma Draconis (1991)
- Changing Women (1991)
- Sigma Draconis (A Woman of the Iron People, 1991), Milano, Mondadori, Uraniargento N. 4, 1995 traduzione di Maria Elena Vaccarini

### Ciclo Hwarhath
- Meduse (Ring of Swords, 1993), Milano, Mondadori, Uraniargento N. 11, 1995 traduzione di Grazia Alineri;
- Hwarhath Stories: Transgressive Tales by Aliens (2016) che raccoglie i seguenti racconti/racconti brevi già pubblicati precedentemente:

1. The Hound of Merin (1993);
2. The Lovers (1994);
3. The Actors (1999);
4. Dapple (pubblicato nel 1999 con il titolo Dapple: A Hwarhath Historical Romance);
5. The Small Black Box of Morality (1996);
6. Origin Story (2000);
7. The Gauze Banner (1998);
8. The Semen Thief (1994);
9. The Woman Who Fooled Death Five Times (2012);
10. The Potter of Bones (2002);
11. The Garden (pubblicato nel 2004 con il titolo The Garden: A Hwarhath Science Fictional Romance);
12. Holmes Sherlock (pubblicato nel 2012 con il titolo Holmes Sherlock: A Hwarhath Mystery),

### Ciclo Lydia Duluth
- Stellar Harvest (1999)
- The Cloud Man (2000)
- Lifeline (2001)
- Tomb of the Fathers (2010)

### Racconti
- Ordinary People (2005)
- Mammoths of the Great Plains (2010)
- Big Mama Stories (2013)

### Antologie
- Time Gum and Other Poems from the Minicon Poetry Readings con Terry A. Garey (1988)

## Alcuni riconoscimenti
- Premio James Tiptree Jr.: 1991 per Sigma Draconis
- Mythopoeic Fantasy Award for Adult Literature: 1992 per Sigma Draconis
- Gaylactic Spectrum Awards: 2000 per Dapple